# 284984 Ikaunieks
284984 Ikaunieks è un asteroide della fascia principale. Scoperto nel 2010, presenta un'orbita caratterizzata da un semiasse maggiore pari a 2,6827355 UA e da un'eccentricità di 0,0853997, inclinata di 8,89587° rispetto all'eclittica.
L'asteroide è dedicato all'astronomo lettone Jānis Ikaunieks.